# Friedrichshain-Kreuzberg
Friedrichshain-Kreuzberg – drugi okręg administracyjny (Verwaltungsbezirk) Berlina. Najmniejszy spośród wszystkich dwunastu okręgów administracyjnych Berlina ma najwyższe zagęszczenie ludności, 13 819 osób na kilometr kwadratowy (stan na 31 grudnia 2015) i najniższy średni wiek mieszkańca. Powstał po wprowadzeniu reformy administracyjnej 1 stycznia 2001, kiedy to zostały połączone dwie dzielnice Friedrichshain (dawniej w Berlinie Wschodnim) i Kreuzberg (dawniej w Berlinie Zachodnim).
Centralnie położony okręg administracyjny uważany jest za najbardziej kreatywny i jest znany z różnorodnego życia nocnego i kulturalnego.

## Podział administracyjny
W skład okręgu administracyjnego wchodzą dwie dzielnice (Ortsteil):
- Friedrichshain
- Kreuzberg

Friedrichshain-Kreuzberg jest jednym z dwóch okręgów (obok okręgu Mitte), który powstał z połączenia dzielnic wschodniego i zachodniego Berlina. Obie dzielnice są od siebie oddzielone rzeką, Sprewą. Most Oberbaumbrücke łączy obie dawne dzielnice i dlatego jest symbolem nowego porządku administracyjnego, co jest potwierdzone godłami dzielnic na fasadzie mostu.
W roku 2014 została ustalona wymiana powierzchni z sąsiadującym okręgiem Tempelhof-Schöneberg.
| Dzielnica                                                                       | Powierzchnia w kilometrach kwadratowych | Liczba mieszkańców | Liczba mieszkańców na kilometr kwadratowy | Położenie na mapie okręgu |
| ------------------------------------------------------------------------------- | --------------------------------------- | ------------------ | ----------------------------------------- | ------------------------- |
| 0201 Friedrichshain - Stralau - Oberbaum City - Boxhagen                        | 9,78                                    | 127 189            | 13 005                                    |                           |
| 0202 Kreuzberg - SO 36 (wschodni Kreuzberg) - Kreuzberg 61 (zachodni Kreuzberg) | 10,40                                   | 153 887            | 14 797                                    |                           |

## Mieszkańcy

Piramida wieku w okręgu Friedrichshain-Kreuzberg 2010

30 czerwca 2016 roku okręg administracyjny Friedrichshain-Kreuzberg liczył 281 076 mieszkańców na powierzchni 20,2 kilometrów kwadratowych. Dawało to gęstość zaludnienia na poziomie 13 819 mieszkańców na kilometr kwadratowy.
Obie części okręgu różnią się od siebie strukturą społeczną. Na podstawie danych Urzędu Kraju Związkowego Berlina w roku 2002 odsetek obcokrajowców wynosił 32,8% w dzielnicy Kreuzberg i 8,7% we Friedrichshain. 31 grudnia 2012 udział obcokrajowców w całej dzielnicy wyniósł 22,4%. Ogólna liczba mieszkańców z tłem migracyjnym była jednak wyższa – 37,6%. Struktura wieku społeczeństwa także się różni. W Kreuzbergu udział 35-60 latków jest większy, a udział młodzieży stosunkowo niższy niż we Friedrichshain. Ta dzielnica jest zamieszkiwana przeważnie przez młodych dorosłych. Przeciętny wiek mieszkańca w całym okręgu wyniósł 31 grudnia 2012 roku 37,3 lata i jest to najniższa wartość spośród wszystkich dzielnic i okręgów Berlina. Oznacza to, że Friedrichshain-Kreuzberg jest okręgiem o najmłodszym społeczeństwie. Dla porównania średnia wieku w okręgu Steglitz-Zehlendorf wynosił wtedy 46,1 roku i był to najwyższy wskaźnik w mieście. Odsetek osób bezrobotnych w dniu 30 kwietnia 2013 roku wyniósł 13,3%
Wskaźnik dzietności w 2007 roku wynosił 1,17 dziecka na kobietę, co było niskim wynikiem, przy liczbie 1,275 osiąganym przeciętnie w całym Berlinie, a także przy średnim wskaźniku z całych Niemiec.

## Zabytki

### Friedrichshain

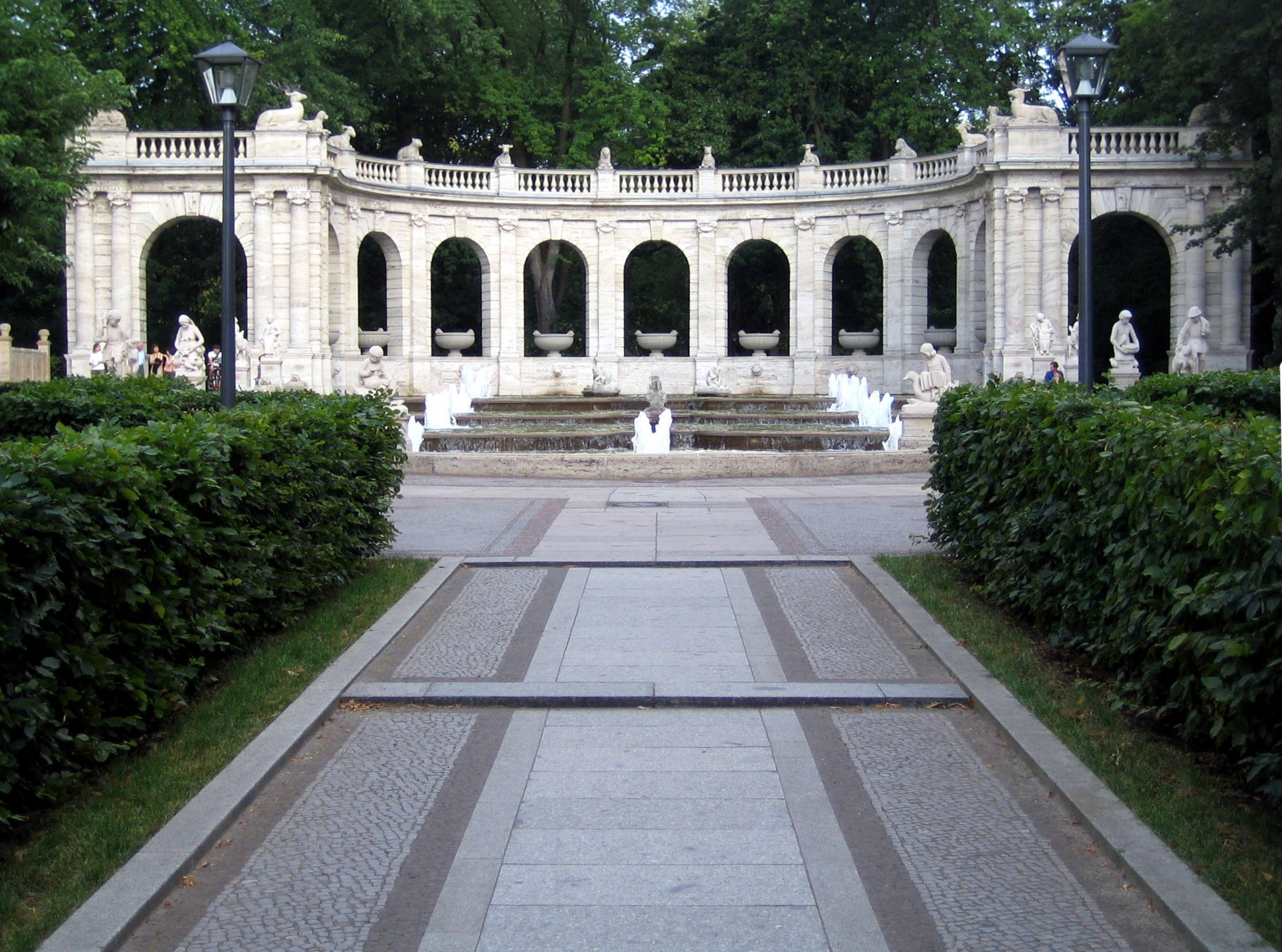
Märchenbrunnen w Parku miejskim Friedrichshain

- Park Miejski Friedrichshain
- Märchenbrunnen
- Oberbaumbrücke
- East Side Gallery
- Karl-Marx-Allee
- Frankfurter Tor
- Friedhof der Märzgefallenen

### Kreuzberg

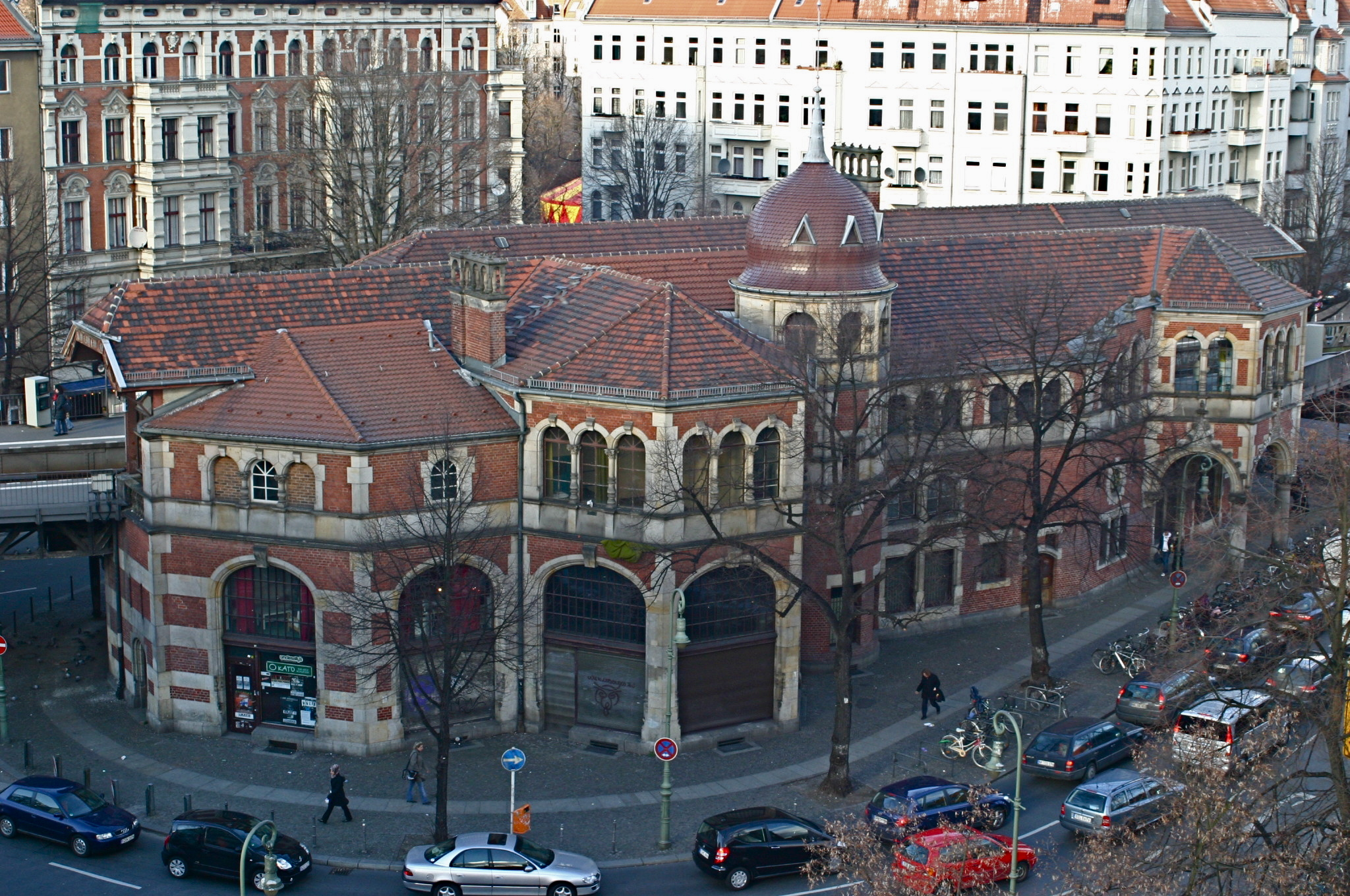
Schlesisches Tor

- Pomnik Wojny o Niepodległość na Kreuzbergu
- Bergmannkiez (wcześniej znany również jako Chamissokiez)
- Dom Sztuki Bethanien
- Kreuzberg 36 z Kottbusser Tor, Oranienstraße i Oranienplatz
- Wrangelkiez (wcześniej Schlesischer Kiez) ze Schlesischem Tor
- Görlitzer Park
- Admiralsbrücke
- Südstern

## Pozostałe

### Gemüseschlacht
Rokrocznie, od 2007 roku, na moście Oberbaumbrücke odbywa się demonstracja o nazwie Gemüseschlacht (pol. Bitwa na warzywa). Jest to bitwa urządzana w formie zabawy, która ma pokazać wzajemne animozje i dosyć luźne związki mieszkańców obu dzielnic zjednoczonego okręgu.

### Wagenburg
Na ulicy Revaler Straße znajduje się osiedle złożone z wagonów o nazwie Hänger & Laster, które pokazuje alternatywny model życia.

### Ort der Vielfalt
23 września 2008 roku okręg otrzymał tytuł Ort der Vielfalt (pol. Miejsce Wielokulturowości) przyznany przez Rząd Federalny Niemiec.

## Komunikacja
Przez okręg przebiega linia metra U1, U2, U5, U6, U7 oraz U8.

## Współpraca
Miejscowości partnerskie:
- powiat Bergstraße, Hesja (od 1969)
- Ingelheim am Rhein, Nadrenia-Palatynat (od 1971)
- Kadıköy, Turcja (od 1996)
- Kirjat Jam, Izrael (od 1990)
- powiat Limburg-Weilburg, Hesja (od 1980)
- Oboriszte, Bułgaria (od 1999)
- Porta Westfalica, Nadrenia Północna-Westfalia (od 1968)
- San Rafael del Sur, Nikaragua (od 1986)
- Szczecin, Polska (od 1996)
- Wiesbaden, Hesja (od 1964)